# نيغو (رقة)
نیغو (بالإنجليزية: Neygu)‏ هي مستوطنة تقع في إيران في قسم رقة الريفي. يقدر عدد سكانها بـ 40 نسمة .